# Amtsgericht Mölln
Das Amtsgericht Mölln war ein deutsches Gericht der ordentlichen Gerichtsbarkeit des Landes Schleswig-Holstein zuletzt im Bezirk des Landgerichts Lübeck. Es wurde im Jahr 1879 errichtet. Aufgehoben wurde das Gericht im Jahr 2008.

## Gerichtssitz und -bezirk
Das Gericht hatte seinen Sitz in der Stadt Mölln.
Der Gerichtsbezirk umfasste das Gebiet der folgenden Städte und Gemeinden.
| - Alt Mölln, - Bälau, - Besenthal, - Borstorf, - Breitenfelde, - Brunsmark, - Göttin, - Grambek, - Gudow, - Güster, | - Hollenbek, - Hornbek, - Horst, - Koberg, - Kühsen, - Langenlehsten, - Lankau, - Lehmrade und - Mölln. |

Sämtliche Städte und Gemeinden gingen aufgrund der Aufhebung des Gerichts in den Bezirk des Amtsgerichts Ratzeburg über.

## Gerichtsgebäude

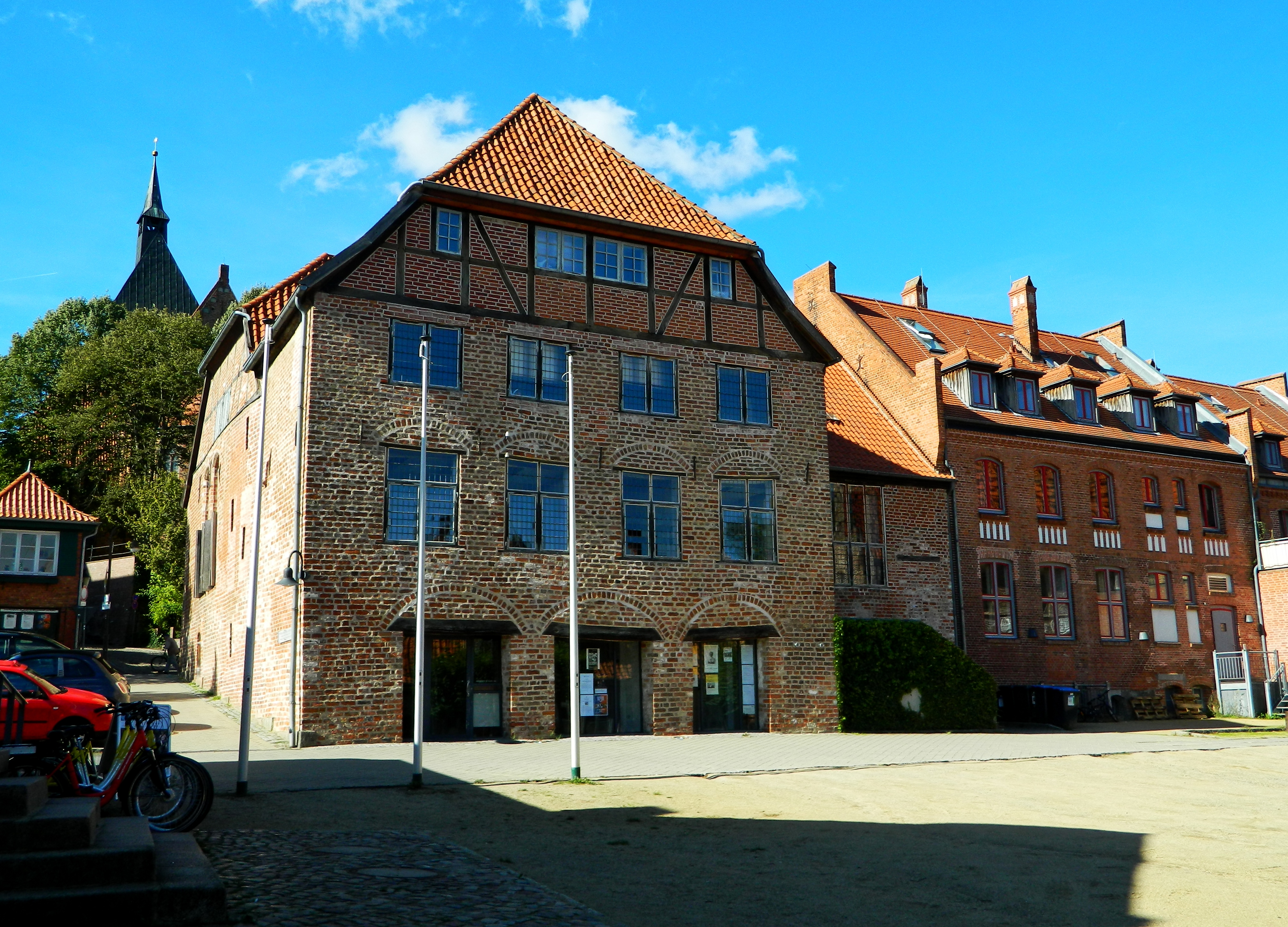
Stadthauptmannshof, Gebäude des ehem. Amtsgerichts bis 1934

Ursprünglich im Stadthauptmannshof untergebracht zog das Gericht im Mai 1934 um und befand sich seitdem unter der Anschrift Lindenweg 8. Das Grundbuchamt war unter der Adresse Lindenweg 7 untergebracht.

## Geschichte
Der Sitz des Gerichts wurde bereits im Juli 1878 festgelegt. Sein Gerichtsbezirk wurde knapp ein Jahr später gebildet. Die Errichtung und der Bezirkszuschnitt traten jedoch erst im Rahmen der Reichsjustizreform gemeinsam mit dem Gerichtsverfassungsgesetz in Kraft. Das Gericht bestand daher institutionell seit dem 1. Oktober 1879.
Das Amtsgericht Mölln wurde im Zuge der Amtsgerichtsstrukturreform zum 1. April 2008 aufgehoben. Ein Jahr zuvor kam es bereits zur Aufhebung der Amtsgerichte Kappeln und Geesthacht. Nach dem Möllner Gericht wurden noch die Amtsgerichte Bad Oldesloe und Bad Schwartau aufgehoben. Begründet wurden diese Schließungen insbesondere damit, dass kleinere Amtsgerichte mit zu geringer personeller Besetzung nicht ausreichend auf Personalausfälle reagieren könnten. Außerdem sei eine Spezialisierung der Aufgaben in solchen Gerichten erschwert.

## Übergeordnete Gerichte
Dem Amtsgericht Mölln war ursprünglich das Landgericht Altona übergeordnet, welches im Jahr 1937 aufgehoben wurde. Seitdem war das Landgericht Lübeck dem Amtsgericht Mölln übergeordnet. Zuständiges Oberlandesgericht war das Oberlandesgericht Kiel. Dieses wurde 1948 nach Schleswig verlegt und umbenannt. Damit war das zuständige Oberlandesgericht bis zur Aufhebung des Amtsgerichts Mölln das Schleswig-Holsteinische Oberlandesgericht.